# Население Гибралтара
Численность населения Гибралтара в 2021 году достигло 34 003 человек. 79 % из них считают себя гибралтарцами.

## Происхождение
Одним из главных отличительных черт населения Гибралтара — этническое разнообразие. Оно является следствием истории и культуры территории, в которой свою роль сыграли различные национальности Европы и Северной Африки. Основное население является потомками эмигрантов, поселившихся на полуострове после его захвата в 1704 году англо-голландскими силами и исхода испанского населения.

### Испанцы
Подавляющее большинство испанцев (около 5000 человек) покинуло город после его захвата англо-голландскими силами в 1704 году. К примерно 200 оставшимся, в основном каталонцам, вскоре присоединились жители, прибывшие на полуостров вместе с Георгом Гессен-Дармштадтским.
Отдельную небольшую группу составляют жители Менорки. Их иммиграция началась после перехода Гибралтара под британское правление в 1713 году. Менорка в это время также являлась владением Великобритании и стала источником рабочей силы для Гибралтара, особенно для восстановления после Великой осады. Иммигранты прибывали и после возвращения Менорки под испанское владычество в 1802 году в соответствии с Амьенским договором.
Иммиграция из Испании (например, во время  Гражданской войны в Испании) и смешанные браки с андалузцами из ближайших испанских городов продолжались на протяжении всей британской истории Гибралтара и прерывались только в течение блокады, организованной Франсиско Франко с 1969 по 1985 годы.
Гибралтарцы с испанскими корнями являются одной из самых крупных этнических групп и составляют 24 % населения, если считать по испанским фамилиям, или более, если принять во внимание факт, что многие испанские женщины в браке принимали фамилию супругов-неиспанцев.

### Британцы
Британцы появились на полуострове с первых дней завоевания. Часть из них находилась в Гибралтаре временно, выполняя административную работу или находясь в гарнизоне. Эта часть, изначально имевшая больший количественный состав, в настоящее время составляет 3 % населения (около 1000 человек).
Другая, более крупная часть, приехала в Гибралтар на постоянное жительство. Первоначально это было рабочие и торговцы, а также бывшие британские служащие, которые обзавелись здесь семьёй. В конце XIX века значительный приток британцев был связан с крупными строительными проектами, предпринятыми властями.
Анализ избирательных списков по фамилиям показывает, что британские корни имеет 27 % гибралтарцев.

### Итальянцы
В XVIII и XIX веках Гибралтар испытал приток генуэзцев, особенно из бедных районов Лигурии. Некоторые оказались на полуострове, промышляя рыбу, другие нанимались на работу на военно-морскую верфь, третьих влекли деловые интересы. Многие прибыли во время Наполеоновских войн, спасаясь от призыва во французскую армию. Генуэзцы составляли наиболее крупную этническую группу в XVIII и середине XIX века. Другими выходцами из итальянских владений были жители Сардинии и Сицилии. В настоящее время потомки итальянцев составляют 20 % населения.

### Португальцы
Португальцы появились в Гибралтаре среди первых поселенцев при британском правлении. В основном это были выходцы из Алгарви. Большинство искало в городе заработок, малая часть была торговцами. Резкий рост этой этнической группы наблюдался в течение XVIII века, а затем в период испанской блокады 1969—1985 годов. По фамилиям около 10 % жителей Гибралтара имеют португальские корни.

### Марокканцы
Присутствие в Гибралтаре марокканцев всегда было заметным, однако современный состав этой этнической группы сформировался недавно. Они начали прибывать в качестве рабочих с 1964 года, с началом усиления испанского давления. К концу 1968 года в городе проживало не менее 1300 марокканцев, а к полному закрытию границы с Испанией в 1969 году их число удвоилось. Однако с окончанием блокады около 700 марокканцев были вынуждены вернуться на родину. В настоящее время в Гибралтаре проживают временные марокканские рабочие и всего несколько семей.

### Прочие этнические группы
Среди других этнических групп Гибральтара:
- Мальтийцы — ещё одна британская колония на Средиземноморье. Мальтийцы переезжали в Гибралтар в поисках работы или спасаясь от правосудия[13].
- Евреи — большей частью сефарды, переселившиеся в Гибралтар, спасаясь от религиозного преследования. Другую часть составляют лондонские евреи, приехавшие после Великой осады[14].
- Индийцы — большинство из Хайдарабада, прибыли в качестве торговцев после открытия в 1870 году Суэцкого канала. Другие прибыли в качестве рабочих после закрытия границы с Испанией в 1969 году[15].
- Французы — многие появились в Гибралтаре после Великой французской революции 1789 года и занялись торговлей и коммерцией[9].
- Малочисленные энические группы составляют австрийцы, китайцы, японцы, поляки и датчане.

### Перепись
| Национальность   | Количество, чел | Процент |
| ---------------- | --------------- | ------- |
| Гибралтарцы      | 22 882          | 83,22   |
| Британцы         | 2 627           | 9,55    |
| Марокканцы       | 961             | 3,50    |
| Испанцы          | 326             | 1,19    |
| Прочие европейцы | 275             | 1,00    |
| Прочие           | 424             | 1,54    |

| Национальность   | Количество, чел | Процент |
| ---------------- | --------------- | ------- |
| Гибралтарцы      | 25 444          | 79,03   |
| Британцы         | 4 249           | 13,20   |
| Испанцы          | 675             | 2,10    |
| Марокканцы       | 522             | 1,62    |
| Прочие европейцы | 785             | 2,44    |
| Прочие           | 519             | 1,61    |

## Численность населения по годам
В таблице приведены данные о численности населения Гибралтара с 1961 года по данным Гибралтарского офиса статистики. Строки таблицы, соответствующие годам проведения переписи, выделены голубым цветом. Данные приведены с учётом гибралтарских резидентов, прочих британских резидентов (включая жён и членов семей британских служащих, но не самих британских служащих), и исключая туристов и лиц, следующих через Гибралтар транзитом.

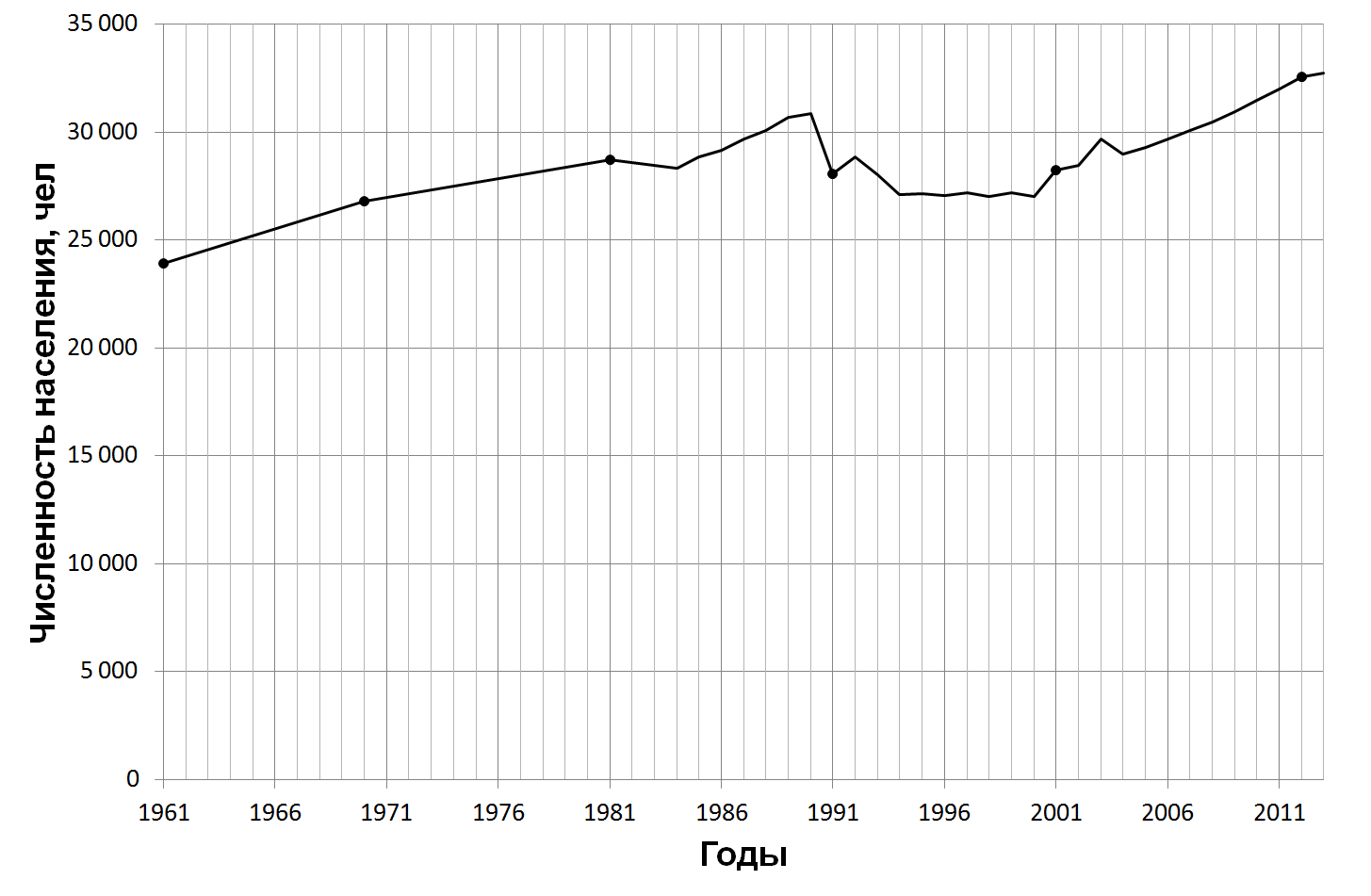
Численность населения Гибралтара с 1961 по 2013 годы

Динамика численности населения
| 1753 | 1816  | 1881 | 18381 |
| 1767 | 2710  | 1891 | 19100 |
| 1777 | 3201  | 1901 | 20355 |
| 1787 | 3386  | 1911 | 19120 |
| 1791 | 2890  | 1921 | 18061 |
| 1814 | 10136 | 1931 | 17405 |
| 1834 | 15002 | 1951 | 20845 |
| 1844 | 15823 | 1961 | 21636 |
| 1871 | 18695 | 1970 | 24672 |
| 1878 | 18014 |      |       |

| Год  | Численность населения, чел |
| ---- | -------------------------- |
| 1961 | 23 926                     |
| 1970 | 26 818                     |
| 1981 | 28 719                     |
| 1984 | 28 339                     |
| 1985 | 28 843                     |
| 1986 | 29 166                     |
| 1987 | 29 692                     |
| 1988 | 30 077                     |
| 1989 | 30 689                     |
| 1990 | 30 861                     |
| 1991 | 28 074                     |
| 1992 | 28 848                     |
| 1993 | 28 051                     |
| 1994 | 27 107                     |
| 1995 | 27 170                     |
| 1996 | 27 086                     |
| 1997 | 27 192                     |
| 1998 | 27 025                     |
| 1999 | 27 204                     |
| 2000 | 27 033                     |
| 2001 | 28 240                     |
| 2002 | 28 454                     |
| 2003 | 29 705                     |
| 2004 | 28 991                     |
| 2005 | 29 313                     |
| 2006 | 29 672                     |
| 2007 | 30 066                     |
| 2008 | 30 496                     |
| 2009 | 30 963                     |
| 2010 | 31 465                     |
| 2011 | 32 003                     |
| 2012 | 32 577                     |
| 2013 | 32 734                     |
| 2014 | 33 140                     |

## Естественное движение
Динамика естественного движения
| Год  | Рождений | Смертей | Естественный прирост | Рождаемость (‰) | Смертность (‰) | Естественный прирост (‰) |
| ---- | -------- | ------- | -------------------- | --------------- | -------------- | ------------------------ |
| 1981 | 511      | 231     | 280                  | 17,71           | 8,01           | 9,71                     |
| 1982 | 566      | 223     | 343                  | 19,54           | 7,70           | 11,84                    |
| 1983 | 510      | 252     | 258                  | 18,00           | 8,89           | 9,10                     |
| 1984 | 506      | 265     | 241                  | 17,54           | 9,19           | 8,36                     |
| 1985 | 498      | 276     | 222                  | 17,07           | 9,46           | 7,61                     |
| 1986 | 507      | 290     | 217                  | 17,08           | 9,77           | 7,31                     |
| 1987 | 531      | 217     | 314                  | 17,65           | 7,21           | 10,44                    |
| 1988 | 523      | 293     | 230                  | 17,04           | 9,55           | 7,49                     |
| 1989 | 530      | 219     | 311                  | 17,17           | 7,10           | 10,08                    |
| 1990 | 531      | 279     | 252                  | 18,91           | 9,94           | 8,98                     |
| 1991 | 567      | 255     | 312                  | 19,65           | 8,84           | 10,82                    |
| 1992 | 569      | 205     | 364                  | 20,28           | 7,31           | 12,98                    |
| 1993 | 518      | 275     | 243                  | 19,11           | 10,14          | 8,96                     |
| 1994 | 509      | 261     | 248                  | 18,73           | 9,61           | 9,13                     |
| 1995 | 435      | 205     | 230                  | 16,06           | 7,57           | 8,49                     |
| 1996 | 445      | 221     | 224                  | 16,37           | 8,13           | 8,24                     |
| 1997 | 427      | 263     | 164                  | 15,80           | 9,73           | 6,07                     |
| 1998 | 411      | 267     | 144                  | 15,11           | 9,81           | 5,29                     |
| 1999 | 381      | 277     | 104                  | 14,09           | 10,25          | 3,85                     |
| 2000 | 408      | 262     | 146                  | 14,45           | 9,28           | 5,17                     |
| 2001 | 374      | 249     | 125                  | 13,14           | 8,75           | 4,39                     |
| 2002 | 371      | 242     | 129                  | 12,92           | 8,43           | 4,49                     |
| 2003 | 372      | 234     | 138                  | 12,83           | 8,07           | 4,76                     |
| 2004 | 421      | 242     | 179                  | 14,36           | 8,26           | 6,11                     |
| 2005 | 418      | 249     | 169                  | 14,09           | 8,39           | 5,70                     |
| 2006 | 373      | 230     | 143                  | 12,41           | 7,65           | 4,76                     |
| 2007 | 400      | 202     | 198                  | 13,12           | 6,62           | 6,49                     |
| 2008 | 400      | 227     | 173                  | 12,92           | 7,33           | 5,59                     |
| 2009 | 417      | 234     | 183                  | 13,25           | 7,44           | 5,82                     |
| 2010 | 493      | 231     | 262                  | 15,40           | 7,22           | 8,19                     |
| 2011 | 442      | 241     | 201                  | 13,57           | 7,40           | 6,17                     |
| 2012 | 461      | 264     | 197                  | 14,08           | 8,07           | 6,02                     |
| 2013 | 426      | 230     | 196                  | 12,85           | 6,94           | 5,91                     |
| 2014 | 488      | 248     | 240                  | 14,7            | 7,5            | 7,0                      |